# Mescalero Sands North Dune Off-Highway Vehicle Area
 (avril 2018).
La Mescalero Sands North Dune Off-Highway Vehicle Area est une aire protégée américaine[réf. nécessaire] située dans le comté de Chaves, au Nouveau-Mexique.